# Louis Edmonds
Pour les articles homonymes, voir Edmonds.
Louis Edmonds (Né Louis Sterling Edmonds) est un acteur américain, né le 24 septembre 1923 à Bâton Rouge, en Louisiane, et décédé le 3 mars 2001 à Port Jefferson (New York).

Il est connu mondialement pour son rôle de Roger Collins dans la série Dark Shadows de 1966 à 1971 ainsi que son adaptation cinématographique en 1970 La Fiancée du vampire.

## Biographie
Né de Walter R. Edmonds et de sa femme Katherine L. Stirling, Louis commence sa carrière d'acteur off-Broadway dans les années 1950. Il joue aussi dans de nombreuses dramatiques télévisuelles dans les années 1950 et 60. Sa notoriété prendra un cours inattendu lorsqu'il devient l'une des vedettes de la série Dark Shadows en 1966. Il continuera bien après l'annulation de la série en 1971 à jouer dans d'autres soaps ainsi que des comédies musicales. L'acteur n'a pas eu d'enfants et ses orientations sexuelles n'ont jamais été un mystère pour le public puisque dans les années 1970, il écrit une autobiographie où il donne des détails de sa vie intime et ouvertement homosexuelle.

## Filmographie

### Cinéma
- 1967 : Come Spy with Me de Marshall Stone : Gunther Stiller
- 1970 : La Fiancée du vampire (House of Dark Shadows) de Dan Curtis : Roger Collins
- 1980 : Le Droit de tuer (The Exterminator) de James Glickenhaus : Le directeur de la CIA
- 1997 : Next Year in Jerusalem de David Nahmod : Le grand père

### Télévision
- 1950 : Westinghouse Studio One : Grumio
- 1951 : Kraft Television Theatre : rôle sans nom
- 1954 : King Richard II téléfilm de George Schaefer : Bagot
- 1955 : Goodyear Television Playhouse (en) : Le second visiteur
- 1956 : I Spy : Major John Andre
- 1957 : Robert Montgomery Presents : rôle sans nom
- 1958 : Kraft Television Theatre : Martin Andras
- 1960 : Sunday Showcase : Marcel Roget
- 1960 : Dow Hour of Great Mysteries (2 épisodes) : rôles sans nom
- 1961 : The United States Steel Hour (en) : Hank Lawrence
- 1961 : Victoria Regina téléfilm de George Schaefer : Prince Ernest
- 1962 : Cyrano De Bergerac téléfilm de George Schaefer : Le fouineur
- 1962 : Young Doctor Malone : Rick Hampton
- 1963 : Camera Three : Le critique
- 1964 : Mr. Broadway : Karlo
- 1966-1971 : Dark Shadows : Roger Collins
- 1968 : On ne vit qu'une fois (One Life to Live) : L'agent de voyage
- 1969 : Dead of Night: A Darkness at Blaisedon téléfilm de Lela Swift : Nicholas Blaise
- 1972 : Your Money or Your Wife téléfilm d'Allen Reisner : Fair
- 1979 : C'est déjà demain (Search for Tomorrow) : Carl
- 1980-2005 : La Force du destin (All My Children) : Langley Wallingford